# Level Green
 (août 2025).
Level Green est une census-designated place située dans le comté de Westmoreland, dans l’État de Pennsylvanie, aux États-Unis. Lors du recensement de 2020, elle compte 3 898 habitants.